# Lady Bess
Lady Bess ist ein Musical von Michael Kunze (Buch und Liedertexte) und Sylvester Levay (Musik und Orchestrierung), den Autoren von Elisabeth, Mozart!, Rebecca und Marie Antoinette. Das Libretto wurde, wie bereits bei Marie Antoinette, in Englisch verfasst und für die Weltpremiere 2014 ins Japanische übersetzt. Es handelt sich um ein Auftragswerk der Tōhō Theaterproduktion. Eine überarbeitete Fassung hatte im Februar 2022 am Theater St. Gallen in deutscher Sprache Premiere.

## Produktionsgeschichte
Lady Bess wurde Ende 2013 der Öffentlichkeit in Japan vorgestellt. Die Premiere des Stücks fand am 13. April 2014 im Imperial Theatre in Tokio statt, für die Regie zeichnete Shuichiro Koike verantwortlich. Eine Wiederaufnahme in Tokio gab es im Jahr 2017. Im Jahr 2021 kündigte das Theater St. Gallen an, dass eine Neuproduktion unter der Regie von Gil Mehmert am 19. Februar 2022 Premiere feiern werde. Für diese Produktion ist Koen Schoots als musikalischer Leiter engagiert, Christopher Barreca schuf das Bühnenbild, Falk Bauer die Kostüme, Michael Grundner das Lichtdesign. Nach einer Aufführungsserie von Februar bis April 2022 (18 Aufführungen) wurde das Musical erneut in der Spielzeit 2022/2023 von Januar bis März 2023 (21 Aufführungen) am Theater St. Gallen gezeigt

## Handlung
Das Musical erzählt die Jugendjahre Königin Elisabeths I., in denen sie als Lady Bess bekannt war. Während ihre Schwester Mary Tudor England regiert und für Schrecken in der Bevölkerung sorgt, da sie Ungläubige hinrichten lässt, wächst Bess in der Obhut ihres humanistischen Lehrers Roger Ascham und ihrer Gouvernante Kathrine Ashley auf. Als Tochter Anne Boleynes, die zur Trennung König Heinrichs VIII und Katharina von Aragon beigetragen hat, ist Bess Mary verhasst. Der Konflikt der beiden wird dramatisch in Szene gesetzt und das Widerstreben zwischen Katholizismus und Humanismus wird durch sie deutlich. Zusätzlich zur historischen Erzählung wird die Handlung durch eine fiktive Liebesgeschichte zwischen Bess und einem Künstler, genannt Robin Blake, der an den jungen William Shakespeare erinnert, ergänzt.

## Musiknummern

### Japanische Originalfassung 2014
| Act One - A time of change* - What the church bell says* - Not just another book - My father was a King* - Sing all your troubles away - I’m a Rover* - That evil Woman* - Anyone can sing - Prayer - Don’t dance with the devil* - All for love - Enemies - Our Kingdome Come* - No spanish King I - Like a man - No spanish King II - Why do I love her? (You in the moonlight) - Cool head* - Growing up* - The roads are not safe - We get her - You are not alone* - Evil blood - Journey’s end - The feelings I hide* | Act Two - Entr’acte* - Why?* - The Tower - Here she used to sit (A time of change – Reprise) - God bless our Lady Bess* - Fallen from Grace* - You are who you are - The man on the street (Cool Head – Reprise) - She must be removed* - You in the moonlight* - The time has come - She must be removed (Reprise) - Woodstock dream (All for love – Reprise)* - Fallen from Grace (Reprise) - Gardiner’s death - Just fantasy - I never knew love* - Cool head (Reprise) - A sunny November - My heart belongs to you - Our kingdom come (Reprise) - You’re a lion’s cub - The end of rage (The feelings I hide – Reprise) - What a gorgeous day* |

Die mit * markierten Musiktitel sind auf dem Original Cast-Album enthalten.

### St. Galler Fassung 2022
| - Prolog: Nichts bleibt, wie es war 1. Akt - Sei so wie du bist - Ein ganz besond’res Buch - Das Löwenherz in mir - Eine Raupe ist kein Wurm - Ich hab‘ alles - Gekränkt - Singen ist nicht schwer - Wer schützt das Kind? - Gebet - Tanz nicht mit dem Teufel - Glaub an dich! - Ein strahlender Held - Von keinem geliebt - Gibt es das Land? - Kein König aus Spanien - Wie ein Mann - Kein König aus Spanien (Reprise) - Es könnte Liebe sein - Heiss das Herz, der Kopf kühl - Sie muss mit - Du bist nicht allein - Mit Feuer und Schwert (1) - Finale 1: Da! Der Kahn des Bischofs | 2. Akt - Schuld - Hier an diesem Tisch - Fort mit ihr - Gott soll dich schützen - In mir brennt ein Licht - Du bist nicht allein (Reprise) - Heiss das Herz, der Kopf kühl (Reprise) - Mit Feuer und Schwert (2) - Es muss wohl Liebe sein - Eine neue Zeit - Jetzt berät mich Prinz Philipp - Glaub an dich! (Reprise) - In mir brennt ein Licht (Reprise) - Drei Gläser - Die Schwangerschaft war Fantasie - Von keinem geliebt (Reprise) - Wer schützt das Kind? / Gibt es das Land? (Reprise) - Flügel schwer wie Blei - So wie dieser Tag |

## Besetzung
Folgende Personen spielten die europäische Premiere in St. Gallen:
- Lady Bess: Katia Bischoff, an manchen Tagen: Anna Langner
- Mary Tudor: Wietske van Tongeren
- Robin Blake: Anton Zetterholm, an manchen Tagen: Thomas Hohler
- Roger Ascham: Tom Zahner
- Anne Boleyns Geist: Katja Berg
- Katherine Ashley u. a.: Kerstin Ibald
- Simon Renard u. a.: Gerd Achilles
- Stephen Gardiner: Jogi Kaiser
- Philipp von Spanien u. a.: Lukas Mayer
- Horatius Swift u. a.: Adrian Hochstrasser, an manchen Tagen: Sander van Wissen
- Buggy Ringer u. a.: Markus Fetter
- Scrag Totter u. a.: Pascal Cremer
- Henry Bedingfield u. a.: André Bauer
- Susan Clarencieux u. a.: Gabriela Ryffel
- Thomas Parry / Thomas Wyatt u. a.: Patrick A.  Stamme
- Emily u. a.: Ulrike Figgener
- Katharina von Aragon u. a.: Clara Mills-Karzel
- Hofdame u. a.: Veronika Hammer, Marina Petkov, Anna Langner
- Schwertträger u. a.: Thomas Höfner
- Priester / Henry VIII u. a.: Timothy Roller
- Kutscher u. a.: Florian Minnerop

## Audio- und Videoaufnahmen
Zum Stück liegt ein Original Cast-Album aus dem Jahr 2014 vor. Die Originalaufnahme enthält die in der obenstehenden Songliste markierten Titel in japanischer Sprache. Zwei unterschiedliche Besetzungen wechseln sich auf den Aufnahmen ab, weshalb zusätzlich fünf Bonustracks enthalten sind, die die jeweils andere Besetzung in den Hauptliedern präsentieren. Außerdem ist die Aufführungsserie von 2017 in zwei verschiedenen Besetzungen auf DVD erhältlich. Ein Livemitschnitt aus St. Gallen wurde 2023 als Gesamtaufnahme veröffentlicht.